# 果奴
果奴（Applave），网络词汇，意为“苹果产品的奴隶”；最初指因食品价格上涨而自称吃不起水果蔬菜的人，含戏谑色彩。

果奴（Applave）广义指盲目消费苹果产品的人；

果奴（Applave）狭义指没有充分的经济实力为购买和使用苹果产品而节衣缩食者，也指不考虑个人使用习惯和性价比唯苹果产品为上的消费者。

果奴对苹果产品表现出不同程度的恋物癖或精神依赖倾向，通常以更早地跟随苹果产品更新而使用新产品为荣，心理上较其他品牌和类型的产品有优越感。严重者会根据产品更新不惜成本频繁更换设备，抢购新产品，鄙视甚至攻击对苹果产品持异见者。

参见：房奴、卡奴